# Optacord 500
Der Loewe Opta Optacord 500 gilt als der wohl erste Videorekorder für den Heimgebrauch.
Dieses Gerät wurde anlässlich der Funkausstellung in Berlin im Jahre 1961 nach zweijähriger Entwicklungszeit der Öffentlichkeit vorgestellt. 
Das Konzept bestand darin, einen möglichst einfachen Rekorder zu bauen.
Neu an diesem Gerät war vor allen Dingen die Schrägspuraufzeichnung, die damals gerade erst erfunden wurde. Sie ermöglichte es, mit weniger mechanischem Aufwand auszukommen.
Die Bandgeschwindigkeit beträgt 19 cm/s. In jeder Spur wird ein Halbbild aufgezeichnet. Der Umschlingungswinkel beträgt 360 Grad.
Das Gerät ist ziemlich groß; es besteht aus einem fahrbaren Wagen, auf dessen Oberseite das Laufwerk sitzt. Etwas dahinter ist ein Monitor angebracht.
siehe auch: Videorekorder

## Weblink
- Videorecorder von Loewe mit Optacord 500 – Ausführliche Beschreibung, englisch